# كرايغ ميدلتون
كرايغ ميدلتون (بالإنجليزية: Craig Middleton)‏ (10 سبتمبر 1970 في المملكة المتحدة - ) هو لاعب كرة قدم بريطاني في مركز الوسط. لعب مع كارديف سيتي وكامبريدج يونايتد وكوفنتري سيتي ونادي بليموث أرجايل ونادي هاليفاكس تاون.

## وصلات خارجية
- كرايغ ميدلتون على موقع قاعدة بيانات كرة القدم.إي يو (الإنجليزية)
- كرايغ ميدلتون على موقع Soccerbase.com (لاعب) (الإنجليزية)
- كرايغ ميدلتون على موقع عالم كرة القدم.نت (الإنجليزية)